# 黄志愿
黄志愿（1966年7月—），广西壮族自治区百色市德保县人，中华人民共和国政治人物。

## 生平
1966年7月，黄志愿出生在广西壮族自治区百色市德保县。1983年，黄志愿进入广西田东师范学校普通师范专业学习，1986年毕业后出任德保县敬德镇初中教师、校团总支书记。1990年12月加入中国共产党。1992年，黄志愿进入广西右江民族师专政教系政教专业进修学习，1994年毕业后返校任教。
1995年9月，黄志愿进入政界，出任中共德保县委宣传部干部。1997年6月下调出任德保县敬德镇人民政府副镇长。次年2月转任龙光乡党委副书记、副乡长。1999年9月任朴圩乡党委书记。2001年9月任德保县人民政府副县长，2006年7月兼任中共德保县委常委。
2010年2月，黄志愿转任中共百色市右江区委常委、副区长。2011年3月出任中共百色市右江区委副书记、区长。2014年9月转任中共平果县（今平果市）委副书记、县人民政府副县长、代县长。2016年5月升任中共平果县委书记，2020年4月兼任百色市人大常委会党组成员、副主任。

### 落马
2022年1月8日，黄志愿涉嫌“严重违纪违法”接受广西壮族自治区纪委监委纪律审查和监察调查。1月26日遭到开除党籍开除公职（双开）处分。同年9月在广西贵港市中级人民法院开庭审理黄志愿涉嫌犯受贿罪一案，其罪行包括：丧失理想信念，违反八项规定，违规任用干部，插手工程发包，玩弄多名女性，大肆受贿敛财，婚外代孕生子。12月14日，贵港市中级人民法院一审宣判黄志愿受贿案，黄志愿受贿人民币5012.888万元，以受贿罪判处被告人黄志愿有期徒刑14年6个月，并处罚金人民币300元，追缴受贿所得，予以没收。
2023年2月播出的反腐纪录片《廉政瞭望》曝光黄志愿家被搜出现金37箱、茅台酒56箱，连谁送的他自己都不记得了；同时曝光了他花费30万两次赴广州代孕生子的事件。